# Wołodymyriwka (rejon bachmucki)
Wołodymyriwka (ukr. Володимирівка) – wieś na Ukrainie, w obwodzie donieckim, w rejonie bachmuckim. W 2001 liczyła 1121 mieszkańców.